# Wskaźnik Tiffeneau
Wskaźnik Tiffeneau, FEV1%VC (z ang. forced expiratory volume in one second % of vital capacity) – wskaźnik określający stosunek FEV1 do pojemności życiowej (VC), wyrażony w procentach VC.
Obniżenie tego wskaźnika świadczy o obturacji dróg oddechowych i jest określane w trakcie spirometrii. Spadek FEV1%VC poniżej 70% pozwala na rozpoznanie przewlekłej obturacyjnej choroby płuc (po inhalacji leku rozszerzającego oskrzela). Jest też jednym ze składników pozwalającym na określenie ciężkości przebiegu astmy oskrzelowej.
Nazwa eponimiczna upamiętnia francuskiego lekarza Roberta Tiffeneau, który opracował ten wskaźnik w 1952.